# Google LLC

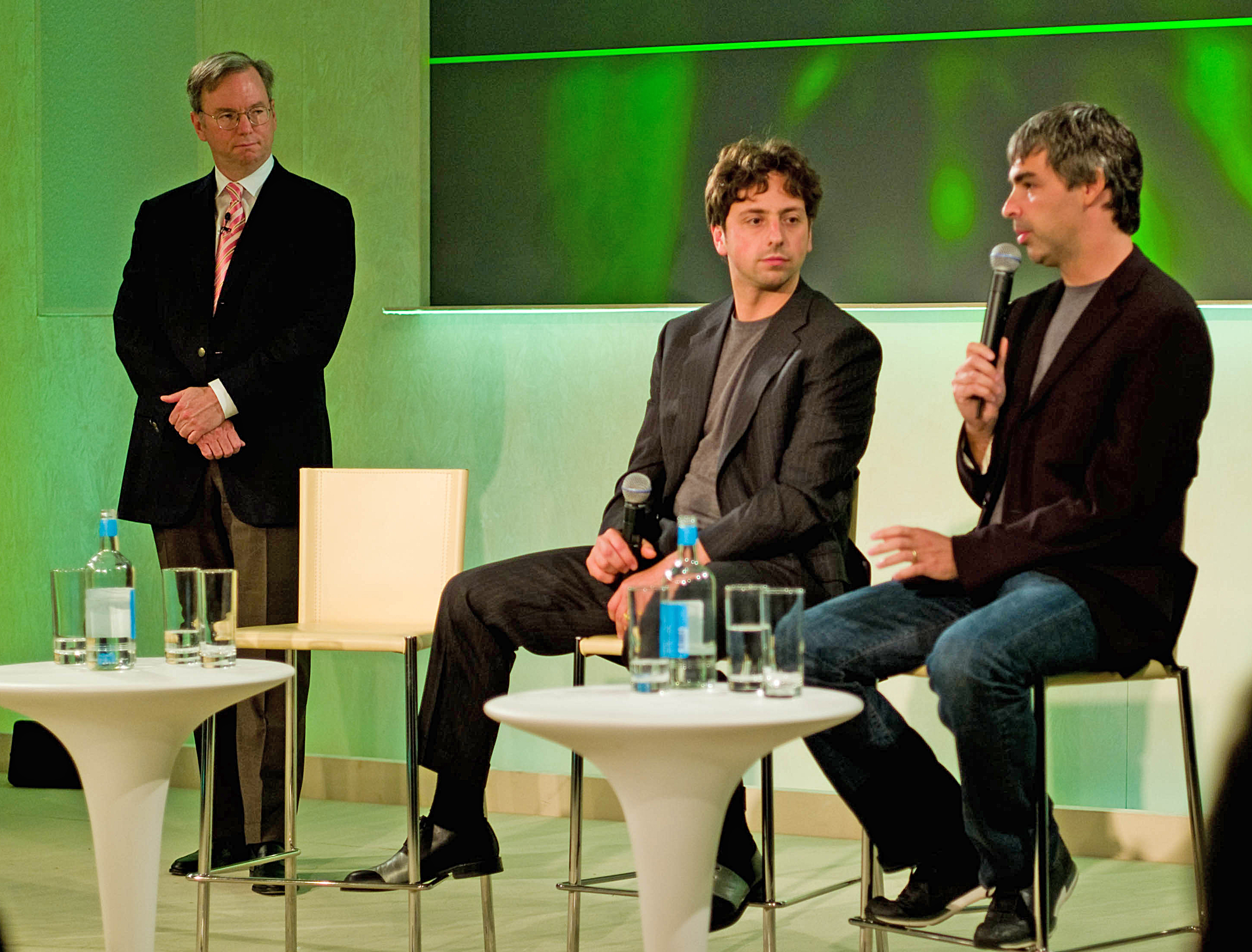
Eric Schmidt, Sergey Brin und Larry Page (von links nach rechts, 2008)

Umsatz- und Gewinnentwicklung

Google ist ein US-amerikanisches Technologieunternehmen, tätig in den Bereichen Hard- und Softwareentwicklung, mit der Rechtsform Limited Liability Company und mit Hauptsitz im kalifornischen Mountain View. Google LLC ist ein Tochterunternehmen der Holding-Gesellschaft XXVI Holdings Inc., die dem Unternehmen Alphabet Inc. gehört. Bis zum 1. September 2017 trug Google LLC den Namen Google Inc.
Google wurde vor allem durch die gleichnamige Suchmaschine Google bekannt. Das Unternehmen wurde am 4. September 1998 von Larry Page und Sergey Brin gegründet. Noch am selben Tag brachten sie eine Testversion des Programms auf den Markt, und im selben Jahr ging die Suchmaschine ans Netz. Das Unternehmen bekundet, „die Informationen dieser Welt zu organisieren und allgemein zugänglich und nutzbar zu machen“.
Die Suchmaschine des Unternehmens erhielt weltweit etwa 80 % aller Desktop-Suchanfragen des Internets (Stand: Januar 2022). Die Marke Google gehört seit Jahren zu den wertvollsten Marken der Welt.
Google gehört seit dem 2. Oktober 2015 zu Alphabet. Durch eine Umstrukturierung wurden die Google-Aktien in Alphabet-Aktien umgewandelt und das Unternehmen in mehrere Subunternehmen, welche Alphabet Inc. zugehören, aufgeteilt. Das Kerngeschäft der Online- und Internetdienste wurde unter dem Namen Google fortgeführt. Der vorige Google-Chef Larry Page wechselte zusammen mit Sergey Brin an die Spitze der neu geschaffenen Holding. Die Führung von Google übernahm Sundar Pichai.

## Dienstleistungen
Google bietet eine Vielzahl von größtenteils werbefinanzierten kostenlosen Dienstleistungen im World Wide Web an. Dabei handelt es sich vor allem um die Suche auf verschiedenen Datenquellen. Häufig werden neue Einzeldienste ins Angebot aufgenommen, manchmal als Resultat von Unternehmenseinkäufen. Dabei wird eine neue Dienstleistung oft mit dem Zusatz Beta versehen, um anzuzeigen, dass sie noch nicht ausgereift sei. Google wurde dafür kritisiert, dass manche Dienstleistungen den Beta-Status sehr lange behalten. Zudem wurden im Laufe der Zeit zahlreiche Dienste abgeschaltet.
Zu den wichtigsten Diensten zählen:
- Google bietet verschiedene Suchmaschinen an.
  - Textdokumente im Web – Die bekannteste und meistgenutzte Dienstleistung ist die Volltextsuche von Dokumenten im World Wide Web. Neben dem im Web üblichen HTML-Format durchsucht Google auch andere Dokumenttypen wie PDF, PostScript oder das Doc-Format von Microsoft Word. Ein Faktor bei der Gewichtung der Suchergebnisse ist die Linkpopularität. Der vollständige Algorithmus wird jedoch von Google geheim gehalten, um ein Kopieren der Dienstleistung einerseits und eine irreführende Optimierung kommerzieller oder anderer Seiten auf die Google-Suche andererseits zu erschweren.
  - Bilddateien im Web – Um nach Bilddateien zu suchen, verwendet Googles Bildersuche Wörter im Dateinamen sowie in HTML-Dokumenten, die Bilder verwenden. Es werden die Grafikformate JPEG, PNG und GIF unterstützt. Eine Suche nach Bildinhalten ist auch möglich.
  - Produkte – Mit Google Shopping, ehemals Froogle, kann man nach bei Online-Händlern angebotenen Waren suchen. Insbesondere ist ein Preisvergleich möglich.
  - Bücher und Wissenschaftliche Werke – Google Books ist ein Suchdienst, mit dem eigene Digitalisate und Onlinebücher im Volltext durchsucht werden können. Google Scholar ist ein ähnlicher Dienst, der auf wissenschaftliche Veröffentlichungen spezialisiert ist.
- Videos – YouTube ist ein umfangreicher Dienst mit zahlreichen Videos.
- Musik – YouTube Music stellt Musik auf YouTube gesondert zur Verfügung, im Rahmen eines kostenpflichtigen Abonnements auch offline.
- Karten – Der Online-Atlas Google Maps beinhaltet Straßenkarten, bekannte Orte und eine Vielzahl anderer ortsbezogener Informationen. Google bietet eine Programmierschnittstelle, mit der in Websites Karten und Routenplaner integriert werden können. Google Earth ergänzt das Angebot um einen virtuellen Globus.
- Nachrichten – Der Inhalt von Nachrichten-Websites wird von Google besonders häufig abgerufen. Unter Google News wird dann auf diese Artikel – gruppiert nach Themen, bestimmten Ereignissen und geordnet nach ihrer Bedeutung – verwiesen. So kann der Leser verschiedene Artikel zu einem Ereignis schnell auffinden.
- E-Mail – Gmail ist Googles E-Mail-Dienst. Man kann seine Mails im Web lesen, per POP3 oder per IMAP mit dem eigenen E-Mail-Programm abholen.
- Webseiten – Google Sites ist ein Webhoster, bei dem man als registrierter Benutzer seine eigene Webseite erstellen und veröffentlichen kann.
- Soziale Netzwerke – Orkut und Buzz standen in Konkurrenz zu anderen Gemeinschaftsportalen bzw. Online-Kontaktnetzwerken wie Facebook und Twitter. Nach dem geringen Erfolg von Buzz wurde es zugunsten des Nachfolgers Google+ eingestellt. Im Jahr 2016 stellte Google außerdem den Dienst Spaces vor. Er dient zum Teilen und Kommentieren von Bildern, Texten und Videos.
- Messaging – Google Hangouts, früher Google Talk, ist ein Messenger zum Austausch von Textnachrichten und Videotelefonie.
- Übersetzung – Eine automatische Übersetzung zwischen einigen Sprachen wird für Webseiten angeboten.
- Office-Suite – Mit den Anwendungen Docs, Tabellen und Präsentationen stellt Google ein Office-Paket für Chrome, Android und Apple iOS bereit. Die Applikationen arbeiten eng mit dem Online-Speicher Google Drive zusammen, können neben Dokumenten im Google Format aber auch Microsoft-Office Dateien öffnen. Diese Funktionalität macht auch das für Unternehmen entwickelte G Suite attraktiv. Neben Google Drive können hier auch andere Dienste wie Gmail kostenpflichtig mit erweiterten Funktionen genutzt werden.
- Usenet – Google besitzt mit Google Groups ein umfangreiches Archiv von Newsgroup-Artikeln, welche bis 1981 zurückreichen. In den Beiträgen der verschiedensprachigen Diskussionsforen kann nach Begriffen und Autoren gesucht werden. Die Version 2 ermöglicht außerdem das Anlegen von eigenen Diskussionsforen, allerdings unabhängig vom Usenet.
- Betriebssysteme und Browser – Google bietet die kostenlosen Betriebssysteme ChromeOS und Android sowie den Webbrowser Google Chrome an. Ab 2011 sollte zudem der Android-Ableger Google TV verbreitet werden. 2014 folgte die Einstellung von Google TV und dessen Nachfolger Android TV startete.
- Unternehmen – Für Unternehmen bietet Google die G Suite an. Damit vergibt Google E-Mail-Adressen und Speicherplatz an geschäftliche Kunden. Mit dem Produkt Google Unternehmensprofil können Unternehmen sich in der Google-Suche, in Google Maps und dem ehemaligen Sozialen Netzwerk Google+ präsentieren.

### Werbedienstleistungen

#### Ads
Google verkauft für beliebige Suchbegriffe das Einblenden gesponserter Links im Rahmen seines Google-Ads-Programms. Diese reine Textwerbung ist optisch speziell hervorgehoben, so dass der Benutzer sie von den eigentlichen Suchergebnissen unterscheiden kann. Auf diese Weise wird Werbung angezeigt, die inhaltlich zur Suchanfrage passt und somit den werbenden AdWords-Kunden mit der Benutzerklientel zusammenbringt, die mit höherer Wahrscheinlichkeit an seinen Produkten und Dienstleistungen interessiert ist. Der Kunde legt die maximale Vergütung pro Klick selbst fest, wobei eine höhere Vergütung eine höhere Position gegenüber konkurrierenden Anzeigen erzielen kann.

#### AdSense
Zusätzlich entstehen Gewinne durch das Google AdSense-Partnerprogramm. Dies ist eine kontextabhängige Werbung, die Webmaster auf ihren Webseiten einbinden können. Hierüber können seit Mai 2004 auch grafische Werbebanner in vier Standardgrößen platziert werden. Seit Juni 2005 können die Kunden über das „Site Targeting“ außerdem gezielt auf bestimmten Seiten werben, statische und animierte Werbebanner einsetzen und diese über die Zahl der Abrufe bezahlen. Bislang war nur eine Bezahlung pro Klick möglich.
Google behält sich eine Deaktivierung eines AdSense-Kontos ohne Angabe von Gründen vor.
Google hat geäußert, sich nicht auf die Werbung im Internet beschränken, sondern mittel- und langfristig am Werbemarkt insgesamt partizipieren zu wollen. Angestrebt wird, AdSense zu einem medienübergreifenden Werbenetzwerk, in das neben der Internetwerbung auch die klassischen Medien Print, Radio und Fernsehen einbezogen sind, auszubauen. Hintergrund ist die Befürchtung, dass Google ohne neue Umsatzquellen bald an Grenzen für die weitere Expansion stoßen könnte. 95 Prozent der weltweiten Werbeumsätze werden nach wie vor in den klassischen Medien getätigt.
Google hat insbesondere in den USA bereits vielfältige Aktivitäten entwickelt. So bestehen Kooperationen und Pilotprojekte mit Presse- und Radiounternehmen, um den Einsatz der Google-Werbekonzepte auch in diesen Sektoren zu testen. Im digitalen, rückkanalfähigen Fernsehen hofft Google, ein Werbeinstrument lancieren zu können, das eine individuelle Werbeansprache der Zuschauer ermöglicht, was als wesentliche Innovation im Werbefernsehen angesehen würde. Auch bei mobilen Datendiensten möchte Google sein AdSense-System durchsetzen.

## Betriebssysteme
Das auf Linux basierende Android ist mit einem Marktanteil von 74,6 % das erfolgreichste mobile Betriebssystem der Welt und wird seit 2007 in der von Google gegründeten Open Handset Alliance entwickelt. Es ist offener als der nächstgrößte Konkurrent iOS von Apple, und es gibt weitaus mehr unterschiedliche Geräte mit dem Betriebssystem.
Im Segment Smartwatch ist Google LLC mit dem Betriebssystem Wear OS vertreten, der Marktanteil ist hier jedoch weit hinter WatchOS (Apple); auch die Hersteller Samsung und Huawei nutzen Wear OS nur teilweise.
ChromeOS ist ein ursprünglich speziell für die Benutzung von Webanwendungen ausgelegtes Betriebssystem, welches aber inzwischen auch native Anwendungen unterstützt. ChromeOS basiert auf dem quelloffenen, ebenfalls von Google entwickelten Betriebssystem Chromium OS.

## Produkte
Google hat mit der Pixel-Reihe eine eigene Hardware-Produktlinie, die unter anderem Smartphones, Wearables und Notebooks umfasst. Die Herstellung der Geräte wird dabei zu einem großen Teil von Foxconn übernommen. Bereits in der Vergangenheit verfügte Google mit der Nexus-Reihe über eine eigene Produktlinie mit Smartphones und Tablets, wobei diese dabei von den Smartphone-Herstellern Samsung, Motorola oder HTC produziert wurden.

## Finanzen

### Umsatz und Gewinn
| Jahr | Umsatz in Mio. USD | Gewinn in Mio. USD |
| ---- | ------------------ | ------------------ |
| 2017 | 110.855            | 12.662             |
| 2016 | 90.272             | 19.478             |
| 2015 | 74.989             | 16.348             |
| 2014 | 66.001             | 14.136             |
| 2013 | 55.519             | 12.920             |
| 2012 | 46.039             | 10.737             |
| 2011 | 37.905             | 9.737              |
| 2010 | 29.321             | 8.505              |
| 2009 | 23.648             | 6.519              |
| 2008 | 21.795             | 4.282              |
| 2007 | 16.503             | 4.203              |
| 2006 | 10.604             | 3.078              |
| 2005 | 6.139              | 1.465              |
| 2004 | 3.200              | 399,1              |
| 2003 | 961,9              | 105,6              |
| 2002 | 347,8              | 99,7               |
| 2001 | 86,4               | 7,0                |
| 2000 | 19,1               | −14,7              |

Seit seiner Gründung hat Google seinen Umsatz und Gewinn deutlich gesteigert, siehe Tabelle. 2010 erzielte es einen Umsatz von 29,3 Milliarden US-Dollar und machte einen Gewinn von 8,5 Milliarden US-Dollar. Den größten Teil der Einnahmen nahmen dabei die Werbedienste mit 28,236 Milliarden US-Dollar ein. Weitere Einnahmen erfolgten unter anderem durch Lizenzierungen. 66 % der Einnahmen erfolgten über Google-Webseiten, 30 % über Google-Network-Seiten und 4 % über andere Quellen. Im vierten Quartal 2012 belief sich der Umsatz von Google auf 14.419 Millionen US-Dollar.

### Steuerproblematik
Google operiert größtenteils in Industrieländern. Um die dort geltenden Steuern auf Gewinne zu umgehen, transferiert Google Gewinne mittels Verrechnungspreisen über Irland in die Niederlande und anschließend nach Bermuda. Dadurch zahlte Google in den Jahren 2007 bis 2009 auf seine Gewinne außerhalb der USA nur einen effektiven Steuersatz von 2,4 % und umging in diesem Zeitraum Steuerzahlungen in Höhe von ungefähr 3,1 Milliarden US-Dollar. 2010 betrug der effektive Steuersatz laut einer Schätzung rund 3 %. In den USA selbst betrug um das Jahr der effektive Steuersatz auf die ausgewiesenen Gewinne 22,4 %. Googles Steuervermeidung ist oft kritisiert worden; ebenso Regierungen, die Steuerschlupflöcher nicht stopfen.
2016 transferierte Google rund 16 Milliarden Euro nach Bermuda und 2017 fast 20 Milliarden Euro.

### Steueraufkommen in Deutschland
Gemäß Angaben des Konzerns im Bundesanzeiger zahlte die Google Germany GmbH (Hauptsitz in Hamburg) im Jahr 2014 Einkommen- und Ertragsteuern in Höhe von 12,9 Millionen Euro. Der Umsatz für Deutschland wurde mit 279 Millionen Euro angegeben und ein Bruttogewinn von 22 Millionen Euro ausgewiesen. Laut Angaben der Frankfurter Allgemeinen Zeitung schätzt die VG Media den Jahresumsatz auf bis zu 5 Milliarden Euro. Laut dem Geschäftsbericht dient die Tochtergesellschaft in Deutschland „im Wesentlichen als Servicegesellschaft“ für die Niederlassungen Google Ireland Ltd in Dublin und für den Hauptsitz in den USA. Die Gewinne werden dort und nicht in Deutschland zu anderen Konditionen versteuert.

## Mitarbeiter
Googles Muttergesellschaft Alphabet beschäftigte am 31. März 2024 nach eigenen Angaben 183.323 Mitarbeitende.
Die genaue Zahl der Mitarbeiter, die speziell für Google arbeiten, wird zwar nicht veröffentlicht, aber es ist bekannt, dass Google einen erheblichen Teil der Belegschaft von Alphabet ausmacht. In Mountain View, Kalifornien, wo sich der Hauptsitz von Google befindet, beschäftigte Google im Jahr 2024 etwa 24.700 Menschen, was 20,4 % der Gesamtbeschäftigung der Stadt entspricht.  
Nach anhaltenden Konflikten mit dem Management gründeten 230 Beschäftigte Anfang 2021 die Interessenvertretung Alphabet Workers Union. Der CWA-Ableger steht Beschäftigten aller Unternehmen von Alphabet Inc. offen.

## Geschichte

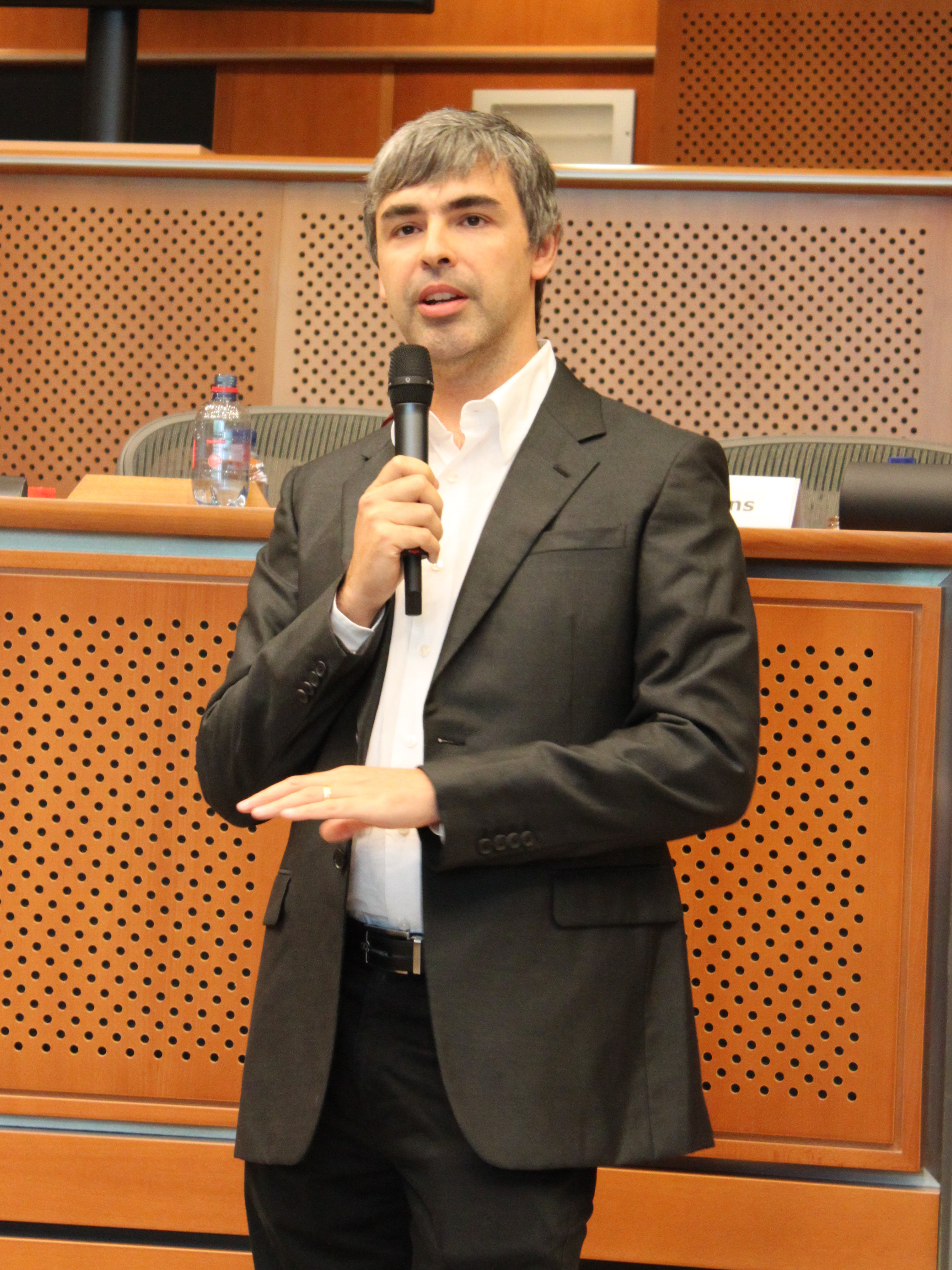
Larry Page (2009)

### Gründung
1995 begegneten sich Larry Page und Sergey Brin an der Stanford University. Sie konzipierten die Suchmaschine BackRub, einen Google-Vorläufer. Sie wurde nach den Backlinks benannt, die zur Bestimmung der Wertigkeit einer Webseite analysiert werden. 1997 benannten Page und Brin die Suchmaschine in Google um. Die Herkunft des Namens ist auf die unter dem englischen Namen „Googol“ bekannte (sehr große) Zahl {\displaystyle 10^{100}} zurückzuführen, die für die nahezu unendliche Menge an Informationen im Internet steht. Im Jahr 1998 äußerten Internetportale jedoch Desinteresse an der entwickelten Suchtechnik. Im August 1998 stellte der Investor Andreas von Bechtolsheim nach einer zehnminütigen Präsentation der Suchmaschine einen Scheck über 100.000 US-Dollar aus. Da Bechtolsheim annahm, die Firma heiße wie das Produkt, setzte er als Empfänger „Google Inc.“ ein. Ein solches Unternehmen existierte aber bis dahin nicht. Larry Page und Sergey Brin ließen das Unternehmen unter diesem Namen registrieren, damit der Scheck eingelöst werden konnte. In einer Garage gründeten sie am 4. September 1998 in Menlo Park Google Inc. Mit einem Startkapital von 1.100.000 US-Dollar, aufgebracht von den Familien, Freunden und Andy Bechtolsheim, entwickelten und veröffentlichten sie die erste Testversion des Programms. Fünf Monate später bezog Google mit acht Angestellten ein Büro in Palo Alto. Etwa 500.000 Suchanfragen wurden nun täglich verzeichnet. Nachdem seit September 1999 (laut Google erst Mai 2002) AOL und Netscape mit Google zusammenarbeiteten, versechsfachten sich die Suchanfragen. Ein Grund für den ersten Erfolg von Google war, dass andere Suchmaschinen, vor allem AltaVista, bei der Suche nicht schlechter waren, jedoch 1999 ihre Seiten zu umfangreichen Webportalen ausbauten. Bei den damals noch üblichen langsamen Internet-Verbindungen hatte die einfach aufgebaute Google-Seite deutliche Vorteile.

### Chronologie

#### Entwicklung bis zum Börsengang 2004
- Am 21. September 1999 wurde offiziell die Testphase der Google Websuche beendet und der „beta“-Hinweis von der Webseite entfernt.
- Ende des zweiten Quartals 2000 war Google Marktführer auf dem Gebiet der Suchmaschinen mit mehr als einer Milliarde Seiten im Index.
- Im Jahr 2001 wurde Eric Schmidt zum ersten CEO ernannt.
- Im Februar 2001 übernahm Google das Usenet-Archiv von Deja News und startete seine eigene Usenet-Suche Google Groups.[42]
- Im Februar 2003 übernahm Google die Blogging-Plattform Blogger.com des Unternehmens Pyra Labs, das zu dieser Zeit schon hunderttausende Nutzer zählte.[43]
- Im April 2003 kaufte Google das Unternehmen Applied Semantics, Inc. und integrierte die erworbene Technik später in Google AdSense. Applied Semantics hatte zuvor für Kunden wie Overture mit Hilfe einer KeyWordSense genannten Technik die semantische Bedeutung einer Webseite erkannt und gezielte Werbeeinblendungen ermöglicht.[44] Im Juni 2003 begann Google sein AdSense-Werbeprogramm, im Rahmen dessen auf teilnehmenden Websites themenrelevante Werbeanzeigen eingeblendet werden.

#### 2004
- Google übernahm das Unternehmen Where2 LLC. Später entwickelte sich hieraus Google Maps.
- Am 1. April offerierte Google die Beta-Version des kostenlosen E-Mail-Services Gmail mit 1 GB Speicherplatz je Nutzer.
- Am 13. Juli gab Google die Übernahme von Picasa, LLC bekannt, aus deren Entwicklung später das Produkt Google Picasa wurde.[45]
- Am 14. Oktober stellte das Unternehmen seine Google Desktop Search vor, ein Programm zum Durchsuchen der Datenbestände des eigenen Rechners.
- Am 27. Oktober wurde der Kauf der Keyhole Corp. bekanntgegeben. Keyhole legte den Grundstein für Google Earth.[46]

#### 2005
- Am 28. März übernahm Google die Urchin Software Corp. Später entstand daraus das Produkt Google Analytics.[47]
- Am 11. Mai gab Google die Übernahme von Dodgeball, einem mobilen sozialen Netzwerk, bekannt.[48] Hieraus wird später der Dienst Google Latitude.[48][49]
- Im August wurde der Kauf von Android Inc. bekanntgegeben.[50] 2008 veröffentlichte Google die erste Version des Android-Betriebssystems für Mobilgeräte.
- Am 21. Dezember gab Google den Erwerb von 5 % der Aktien von AOL Time Warner bekannt.
- Im Jahr 2005 wurde Google erstmals auf der Forbes-Liste geführt, es gelang auf Anhieb der Sprung auf Platz 38. Der Unternehmenswert wurde auf etwa 55 Milliarden US-Dollar geschätzt.

#### 2006
- Am 9. März übernahm der Konzern die Start-Up-Firma Upstartle, LLC mit deren Produkt Writely. Später entstand hieraus und aus den Technologien der 2007 erworbenen Unternehmen Tonic Systems[51] und Zenter[52] Google Docs (heute: Google Drive).
- Am 14. März kaufte Google das Unternehmen @Last Software zur Integration von 3D-Skizzen in Google Earth.[53] Das Produkt nennt sich später Google SketchUp.
- Am 29. Juni startete Google das Bezahlsystem Google Checkout.
- Am 30. August startete Google seinen Service Google Books für das Herunterladen nicht mehr urheberrechtlich geschützter Bücher.
- Am 9. Oktober übernahm Google für 1,65 Mrd. US-Dollar das Internet-Videoportal YouTube.[54]
- Am 1. November kaufte Google die Wiki-Start-Up-Firma JotSpot Inc. Später wurde hieraus Google Sites.[55]

#### 2007

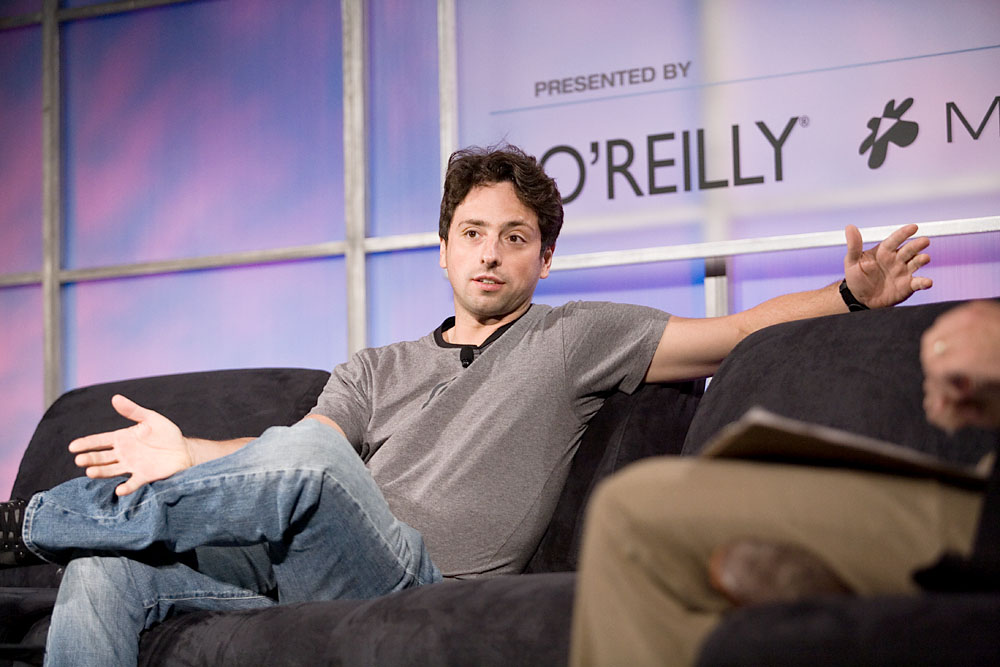
Sergey Brin (2005)

- Google durfte nach einem Gerichtsurteil vom 14. Februar 2007 in Belgien die Artikel nationaler Tageszeitungen nicht mehr veröffentlichen und musste 3,45 Mio. Euro Geldstrafe bezahlen.[56]
- Im März 2007 wurde die von dem Schweden Hans Rosling entwickelte Software Trendalyzer (früher Gapminder genannt) durch Übernahme des gleichnamigen Unternehmens erworben. Mit Trendalyzer ist es möglich, statistische Werte zu visualisieren. Einige Komponenten der Software wurden für die allgemeine Benutzung durch die Visualisierungsschnittstelle zur Anwendungsprogrammierung (Google Visualization API) verfügbar.[57]
- Am 13. April 2007 übernahm Google das Online-Werbenetzwerk DoubleClick, Inc., einen der größten Online-Werbevermarkter, für 3,1 Milliarden US-Dollar und überbot damit unter anderem die Mitbieter Microsoft und Yahoo.[58] Die DoubleClick-Technik wurde später in Google AdWords integriert. Google dominiert damit den Markt für Onlinewerbung mit 80 % Marktanteil; die Konkurrenzunternehmen Microsoft und AT&T appellierten deshalb an die Kartellbehörden.[59]
- Am 23. April war Google Schätzungen zufolge die wertvollste Marke der Welt vor General Electric, Microsoft und Coca-Cola.[60] Drei Tage darauf konnte Google auf die meisten Besucher im Internet vor Microsoft, Yahoo, Time Warner, eBay und Wikipedia verweisen.[61]
- Am 30. Mai kaufte der Konzern Panoramio, ein Start-Up-Unternehmen, das sich auf die Verbreitung geolokaler Digitalfotos spezialisiert hatte. Diese Fotos können nun in Google Earth und Google Maps angezeigt werden.
- Am 3. Juli übernahm das Unternehmen den kalifornischen Telefondienstleister GrandCentral Communications. Hieraus entstand das VoIP-Produkt Google Voice.[62]

#### 2008
- Im März präsentierte Google seinen Dienst für elektronische Patientenakten namens Google Health.
- Am 23. Juli ging mit Knol ein Wissensportal in die öffentliche Testphase.
- Im September wurde ein von Google entwickelter Browser namens Google Chrome vorgestellt.
- Google wurde exklusiver Sponsor eines Satelliten namens GeoEye-1, der aktuelle hochauflösende Satellitenfotos für Google Earth und Google Maps liefert.[63][64] Beim Start des Satelliten waren die beiden Google-Gründer Larry Page und Sergey Brin anwesend.[65]

#### 2009
- Seit März können Werbekunden von Google über Interest Based Ads mittels interessenbasierter Anzeigen (siehe Targeted Advertising) Konsumenten gezielter ansprechen.[66][67][68]
- Am 31. März 2009 startete Google eine eigene Beteiligungsgesellschaft mit einem Risikokapital in Höhe von 100 Millionen US-Dollar, um dieses in erfolgversprechende Start-Up-Unternehmen aus allen Wirtschaftsteilen zu investieren. Der Schwerpunkt der Finanzinvestments liegt laut Aussage der Google-Ventures-Managing-Partner Rich Miner und Bill Maris in den Bereichen Software, Umwelttechnik, Biotechnologie, Gesundheitswesen und Internettechnologien für Verbraucher.[69][70][71]
- Im Mai 2009 wurde mit Google Wave ein internetbasiertes System zur Kommunikation und Zusammenarbeit in Echtzeit vorgestellt. Die Entwickler stammen aus der Firmenübernahme von Where2 LLC aus dem Jahr 2004, aus dem Google Maps entstand.
- Im Juni wurde Google Squared veröffentlicht, eine experimentelle Suchmaschine, die Suchergebnisse im Tabellenformat liefert und versucht, automatisch Struktur in unstrukturierte Daten aus dem Web zu bringen.[72][73]
- Mit Chrome OS wurde ein für Computer konzipiertes Betriebssystem vorgestellt, das auf dem Linux-Kernel basiert und den integrierten Webbrowser Google Chrome als Hauptplattform für Webanwendungen nutzt. Google Chrome OS wurde wie Android als Open Source verfügbar gemacht.[74]
- Google Book Search strebte in den USA eine rechtliche Einigung über Copyright-Verletzungen bei eingescannten Büchern an. Gleichzeitig sollte darüber die bisherige Praxis der Copyright-Verletzung legalisiert werden und eine Nutzungsvereinbarung mit weltweit allen Buchautoren und Rechteinhabern getroffen werden, sofern sie dem Vergleichsvorschlag, dessen Einspruchsfrist der 8. September 2009 war, nicht widersprechen (siehe Google Book Settlement).
- Am 16. September 2009 gab Google bekannt, den führenden Captcha-Spezialisten reCAPTCHA übernommen zu haben. Damit ergab sich für Google die Möglichkeit, die eigenen Aktivitäten zur Digitalisierung von Handschriften und Büchern, z. B. im Rahmen von Google Bücher, zu unterstützen.

#### 2010
- Im Januar 2010 wurde das Mittelklasse-Smartphone Nexus One vorgestellt, ein Vorläufer der Pixel-Reihe.[75]
- Am 9. Februar veröffentlichte das Unternehmen Google Buzz, einen Dienst zum Austausch von Nachrichten und Kommentaren.

#### 2011
- Seit Februar bietet das Google Art Project die Möglichkeit, virtuelle Rundgänge durch bedeutende internationale Kunstmuseen zu unternehmen und ausgewählte Kunstwerke in sehr hoher Auflösung und mit Zoomfunktion zu betrachten. Zusätzliche Informationen zu den Werken und Künstlern werden am Bildrand eingeblendet.[76]
- Ende März wurde der Dienst Google+ vorgestellt. Ähnlich dem Gefällt mir-Button von Facebook können Nutzer Suchergebnisse und Anzeigen mit dem +1-Button markieren, um andere Nutzer auf dieses Ergebnis aufmerksam zu machen.
- Google startet in Amerika Google Fiber. Erste Nutzer in Kansas City (Kansas) und Kansas City (Missouri) können mit der entsprechenden Netzwerk-Box einen Internetanschluss mit bis zu 1 Gbit/s Download und Upload erhalten, sowie bis zu 173 Fernsehkanäle empfangen.[77]
- Im August kündigte Google an, die Mobilfunksparte Motorola Mobility von Motorola für 12,5 Milliarden US-Dollar zu übernehmen.[78] Anfang 2014 wird die Marke Motorola für 2,9 Milliarden US-Dollar an Lenovo verkauft.[79]
- Im September gab Google die Übernahme vom Couponing-Portal DailyDeal und von Zagat Survey bekannt.[80] Der 1979 gegründete Restaurantführer soll das Angebot Google Places ergänzen.
- 2011 steigerte Google seine Ausgaben für Lobbying deutlich. Von April bis Juni 2011 investierte Google in den USA 2,1 Millionen US-Dollar in die Einflussnahme, 2010 im selben Zeitraum dagegen 1,34 Millionen US-Dollar.[81] Als Hintergrund werden Schritte der Federal Trade Commission angesehen, evtl. eine Untersuchung über Googles Vormachtstellung im Internet anzustrengen.[82]

#### 2012
- Google hat sich im Rahmen des newTLD-Programms bei der ICANN um die Vergabe zahlreicher neuer Top-Level-Domains beworben. Dazu gehören unter anderem .google, .youtube, .docs, .lol, .blog, .chrome und .gmail sowie .store.[83] Mit insgesamt 101 Anträgen ist Google Spitzenreiter vor Amazon.[84] Google firmiert unter den Bewerbungen allerdings als Charleston Road Registry Inc., eine Tochtergesellschaft von Google, die nur für die Vergabe neuer TLDs gegründet wurde.[85] Im Oktober 2012 wurde bekannt, dass das Unternehmen drei seiner Bewerbungen zurückgezogen hat, da diese nicht den Richtlinien der ICANN entsprochen haben.[86]
- Im Juni 2012 hat Google den Messengerdienst meebo gekauft.[87] Einige Funktionen des Dienstes wurden in Google-Produkte integriert.
- Google hat in Kooperation mit der Stiftung Entrepreneurship und Indiegogo die sogenannte Gründer-Garage ins Leben gerufen. Auf einer Onlineplattform können Existenzgründer aus Deutschland an kostenlosen Kursen teilnehmen und sich um eine Finanzierung durch die Projektpartner bewerben. Dabei setzt Google unter anderem auch auf Crowdfunding.[88]
- Im September 2012 gab Google die Übernahme des deutschen Unternehmens Nik Software bekannt. Diese ist vor allem für ihre iOS-App Snapseed bekannt, die Instagram sehr ähnelt. Die Akquisition wird gemeinhin als Angriff auf Facebook gesehen, das Instagram im April 2012 erworben und in zahlreiche eigene Dienste integriert hat.[89]
- Im November 2012 wurde Ingress vorgestellt, zunächst in Form einer geschlossenen Beta-Version. Das Spiel dreht sich um eine virtuelle Welt, die teilweise (je nach erreichtem Level) mit der echten Welt verschmelzen soll. Ingress wurde als erstes Alternative-Reality-Spiel für Smartphones überhaupt eingestuft und erfuhr daher eine breite mediale Beachtung. Entwickler ist John Hanke, ehemaliger Leiter der Abteilung für Geodaten bei Google.[90]
- Im Dezember 2012 wurde das Programm Google Business Photos gestartet. Teilnehmende Unternehmen können von ausgewählten Fotografen professionelle Bilder der jeweiligen Niederlassung und deren Räumlichkeiten erstellen lassen, die anschließend als Galerie auf Google veröffentlicht werden. Das Angebot ist eng mit Google Maps und Google+ Local verknüpft, wo Unternehmen bereits eigene Profile hinterlegen können.[91]

#### 2013
- Im Februar trat Google als eines der ersten Unternehmen der FIDO-Allianz bei, die den Industriestandard Universal Second Factor (U2F) für eine allgemein anwendbare Zwei-Faktor-Authentifizierung entwickelt hat.
- Das Chromebook Pixel wurde am 21. Februar in San Francisco vorgestellt.[92] Im Vergleich zu früheren Chromebooks zeichnet es sich vor allem durch seinen hochauflösenden Bildschirm mit Touchscreen aus, außerdem kann optional ein LTE-Modul konfiguriert werden. Das Notebook wurde zunächst über Google Play im Vereinigten Königreich und den Vereinigten Staaten verkauft.[93]
- Im März des Jahres veröffentlichte Google unter dem Namen Google Keep einen Dienst zur Verwaltung von Notizen und Aufgaben.[94] Zu Beginn stand neben einer webbasierten Oberfläche nur eine Anwendung für Android zur Verfügung, später sollen laut Google auch andere Plattformen abgedeckt werden. Der Dienst steht in direkter Konkurrenz zu Evernote, Wunderlist und Microsoft OneNote.[95]
- Anfang April stellte Google den Kontoinaktivität-Manager vor. Mit seiner Hilfe können Nutzer festlegen, was mit ihrem Google-Konto geschehen soll, wenn es nicht mehr genutzt wird und der Inhaber beispielsweise verstorben ist. In diesem Fall wird es nach einem festgelegten Zeitraum an Dritte übergeben und ggf. komplett gelöscht.[96] Ob Inaktivität vorliegt oder nicht, entscheidet Google anhand diverser Faktoren, etwa der Nutzung des Android-Handys oder des Webprotokolls.[97][98]
- Im Juni gab Google Project Loon bekannt: Mit Hilfe untereinander vernetzter Heißluftballons möchte das Unternehmen Gegenden mit einem Internetzugang versorgen, die bisher nicht anderweitig erreicht werden. In Canterbury (Neuseeland) wurde ein Testlauf mit 30 modifizierten Wetterballons durchgeführt, der nach eigenen Angaben eine Übertragungsrate vergleichbar mit UMTS erreichte und 50 Haushalte dauerhaft versorgen soll.[99]
- Ende 2013 übernahm Google das Unternehmen Boston Dynamics, das Robotiksysteme für das US-Militär entwickelt.[100]

#### 2014
- Im Januar 2014 übernahm Google mit Deep Mind einen europäischen Spezialisten für Künstliche Intelligenz.[101]
- Anfang 2014 kaufte Google den Thermostat- und Feuermelderhersteller Nest Labs.[102]
- Im April 2014 übernahm Google Titan Aerospace. Das Unternehmen stellt Spezialdrohnen her, die in großer Höhe satellitentypische Funktionen ausüben.[103]
- Im Juni 2014 kaufte Google das Unternehmen Skybox Imaging, ein Raumfahrtunternehmen, das hochauflösende Satellitenfotografie anbietet.[104]
- Seit November 2014 hat Google das Moffett Federal Airfield, im Silicon Valley zwischen San Francisco und San José gelegen, für 60 Jahre von der NASA gemietet. Die Miete für die gesamte Zeit beträgt 1,16 Milliarden US-Dollar.[105] Google möchte das Gelände für Tests im Bereich Luft- und Raumfahrt sowie Robotik nutzen.[106]

#### 2015

Firmenstruktur der Alphabet Inc. (2015)

- Seit August 2015 gehört Google durch eine Umstrukturierung zu der neu gegründeten Holding-Dachgesellschaft Alphabet Inc., die von Larry Page und Sergey Brin geleitet wird. Diverse Tochterunternehmen und Abteilungen, darunter Calico, Nest Labs, X, Google Fiber, Google Capital und Google Ventures, werden ausgegliedert und direkt Alphabet untergeordnet.

#### 2016
- Ende 2016 startete Google die Handy-Serie Pixel als Nachfolge der Nexus-Smartphones.[107][108]

#### 2017
- Im März 2017 kaufte Google das Data-Science-Portal Kaggle.[109]
- Im September 2017 kaufte Google Teile des Smartphone-Herstellers HTC für 1,1 Milliarden US-Dollar. In diesem Deal sind auch die Rechte von HTC inbegriffen.[110]
- Am 1. September 2017 gab Google Inc. ihre Umbenennung in Google LLC bekannt.[111]

#### 2018
- Im März 2018 gab Google den Kauf der größten GIF-Suchmaschine Tenor bekannt, welche dadurch Einzug in Google-Apps und Features hielt.[112]

#### 2019
- Am 1. November 2019 gab Google bekannt, Fitbit für 2,1 Milliarden US-Dollar zu übernehmen.[113]

#### 2023
- Die 2014 übernommene britische Firma DeepMind wurde mit Google Brain als neue Einheit Google DeepMind organisiert.[114]

#### 2025
- Im März 2025 vereinbarte Google die Übernahme des auf Informationssicherheit im Bereich Cloud Computing spezialisierten Unternehmens Wiz mit rund 950 Mitarbeitern für 32 Milliarden US-Dollar in bar (nicht durch Aktientausch), der bis dahin größte Zukauf der Unternehmensgeschichte. Erste Verhandlungen zur Übernahme des 2020 gegründeten Start-up-Unternehmens waren im Sommer 2024 gescheitert, damals stand ein Kaufpreis von 23 Milliarden US-Dollar im Raum. Wiz wird nach Abschluss der Transaktion in die Google Cloud Platform eingegliedert.[115][116][117]

### Börsenentwicklung
Am 29. April 2004 verkündete das Unternehmen den Gang an die US-Börse. Die Online-Registrierung für den Börsengang (IPO), von dem man sich einen Erlös von 3,3 Milliarden US-Dollar erhoffte, begann am 1. August. Der ursprünglich geplante Ausgabepreis von 108 bis 135 US-Dollar je Aktie musste auf 80 bis 85 US-Dollar gesenkt werden, bevor die Aktie am 19. August 2004 zum ersten Mal in den Handel kam. Bereits am ersten Handelstag stieg der Kurs auf über 100 US-Dollar und machte damit Larry Page und Sergey Brin, die jeder etwa 38 Millionen Aktien hielten, zu Multimilliardären.
Am 18. November 2005 kletterte die Aktie über die 400-US-Dollar-Marke. Bei 179.123.000 ausgegebenen Aktien hatte Google damit einen Marktwert von 112 Milliarden US-Dollar. Aufgrund des hohen Börsenkurses übertraf Google große Konzerne wie Coca-Cola, IBM, Cisco oder Time Warner. Die Google-Gründer befanden sich nun in den Top 20 der reichsten Menschen der USA.
Am 24. Oktober 2006 überstieg der Google-Marktwert 150 Milliarden US-Dollar. Damit war Google weit mehr wert als das Branchenschwergewicht IBM. Die Aktie des Unternehmens kletterte am 22. November 2006 über die 500-US-Dollar-Marke. Bei 179.123.000 ausgegebenen Aktien hatte Google damit einen Marktwert von 156 Milliarden US-Dollar. Damit rangierte Google auf Platz 14 der US-Unternehmen und weltweit auf Platz 3 der IT-Unternehmen.
Am 19. Oktober 2007 kletterte Googles Marktwert auf über 200 Milliarden US-Dollar. Damit rangierte Google auf Platz 2 hinter Microsoft (293 Milliarden US-Dollar) der weltweiten IT-Unternehmen und auf Platz 10 aller US-Unternehmen. Die Aktie war am 31. Oktober 2007 innerhalb von drei Wochen von 600 US-Dollar auf 700 US-Dollar gestiegen, der Marktwert lag damit bei 220 Milliarden US-Dollar. Google zog so 2007 an Procter & Gamble (218 Milliarden US-Dollar), der Bank of America (214 Milliarden US-Dollar) und dem weltgrößten Automobilhersteller Toyota (204 Milliarden US-Dollar) vorbei.
Insgesamt gibt es 313 Millionen Aktien von Google. Der Wert der Aktie lag Anfang 2007 bei mehr als 500 US-Dollar. Ende 2007 erreichte die Aktie ein Allzeithoch von über 700 US-Dollar. Der Börsenwert betrug am 17. März 2008 rund 84 Milliarden US-Dollar; der Börsenkurs lag an diesem Tag bei etwa 268 US-Dollar pro Aktie. Das zweite Quartal 2012 war sehr erfolgreich und der Gewinn betrug 2,8 Milliarden Dollar, bei einem Aktienkurs von 550 Euro.

### Logos
Das Logo ist der Firmenname „Google“, geschrieben in vier Farben: blau für die beiden Buchstaben „G“ und „g“, rot für das „o“ und „e“, gelb für das zweite „o“ und grün für das „l“. Die Schriftart – Catull (verwendet für das Logo von 1999 bis 31. August 2015) – wurde 1982 von Gustav Jäger für die H. Berthold AG gestaltet. Das Logo wurde einige Male leicht verändert. Mit dem Logo ab 1. September 2015 verabschiedet sich Google von den Serifen und verwendet „Product Sans“ als neue Schriftart.

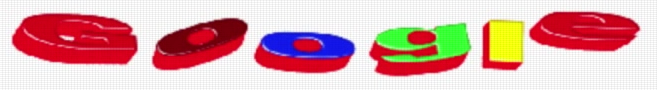
Erstes Logo (September 1998)
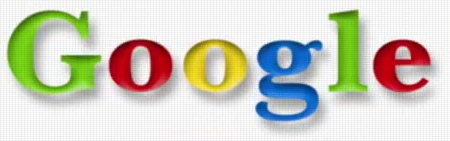
Zweites Logo (1998)
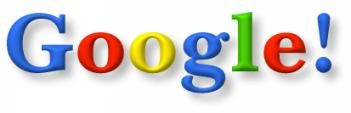
Drittes Logo bis 1999
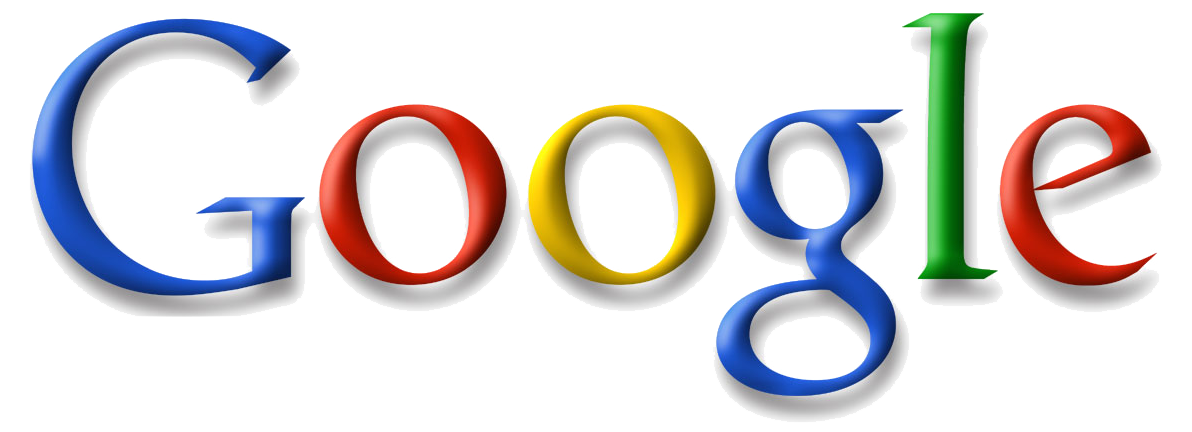
Viertes Logo bis zum 5. Mai 2010
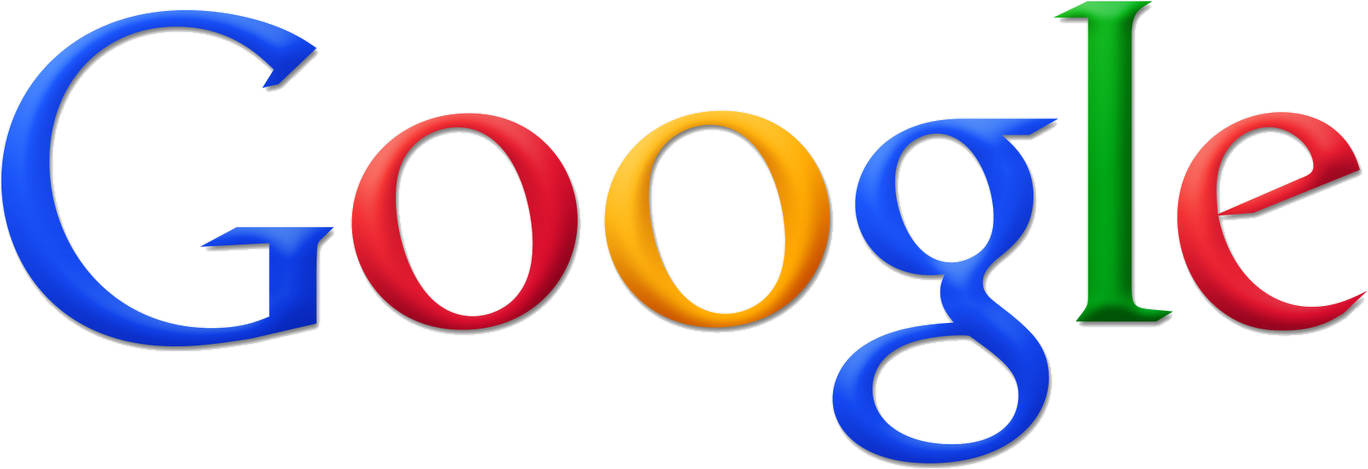
Fünftes Logo bis zum 19. September 2013
Sechstes Logo bis zum 31. August 2015
Siebtes Logo seit dem 1. September 2015

Am 27. September 2019 widmete sich Google selbst ein Google-Doodle zum „21. Geburtstag von Google“.

## Patente und Gebrauchsmuster
Um das umfassende Produktportfolio zu schützen, meldete Google im Jahr 2007 595 Patente und Gebrauchsmuster an. Durch die Akquisition von Motorola Mobility und weiteren Unternehmen ist davon auszugehen, dass die Zahl der Patente, welche im Besitz von Google sind, deutlich höher ist.

## Karitatives Engagement
Mit Google.org besteht seit 2005 neben dem Unternehmen eine karitative Einrichtung, welche als „philanthropischer Arm von Google“ bezeichnet wird. Das Startkapital betrug 1 Milliarde Dollar. Ihr Ziel ist es, gewinnbringend in verschiedene vorhandene Projekte zu investieren, aber auch eigene Unternehmungen anzugehen. Google.org will vor allem Bereiche wie globale Armut, Energie und Umweltschutz abdecken. Zu den bekanntesten Projekten zählt die Google Vermisstensuche und die geplante Mitentwicklung eines Hybridautos. Derzeitiger Direktor ist der Arzt und Epidemiologe Larry Brilliant, Gründer und Leiter der Seva Foundation.

## Standorte

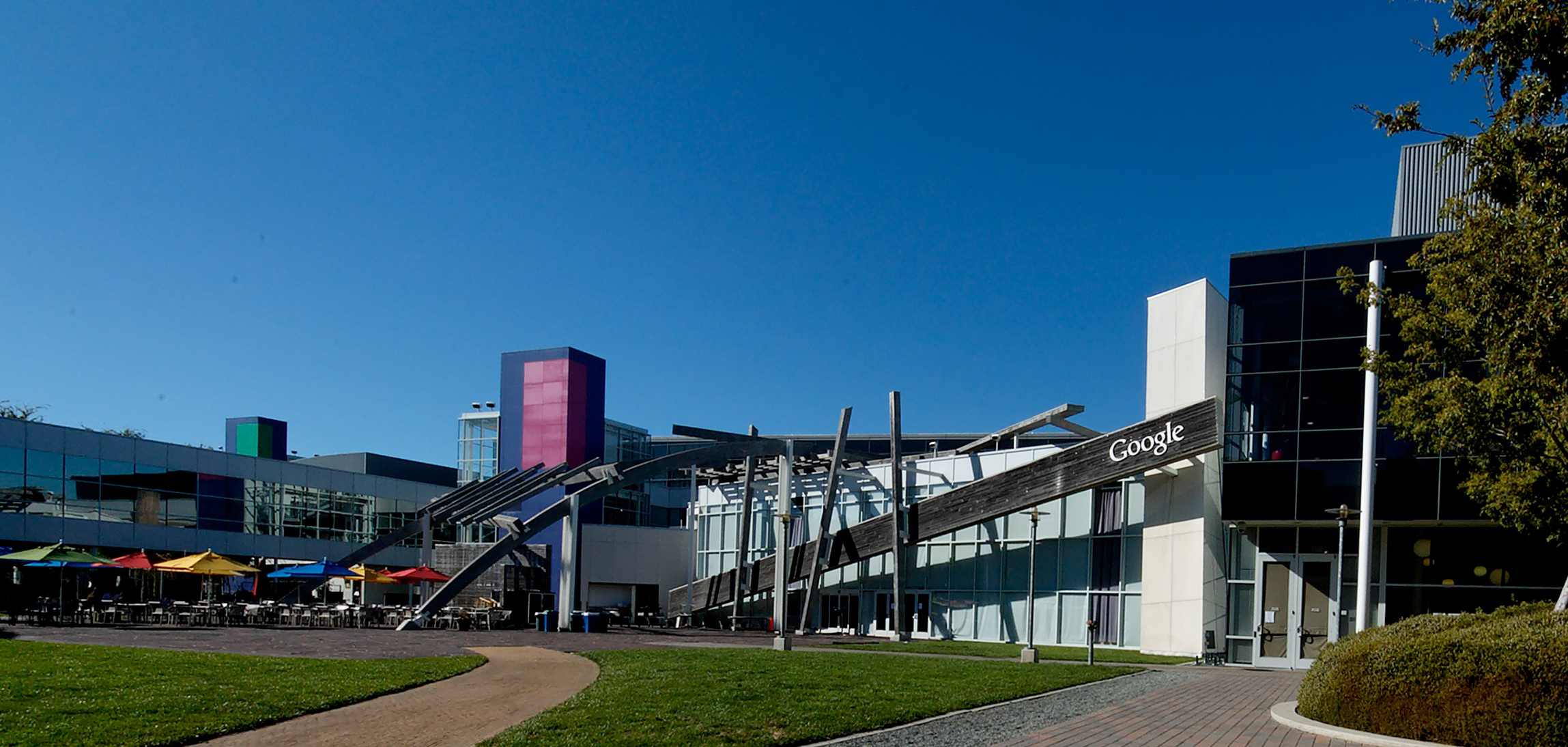
Das Googleplex

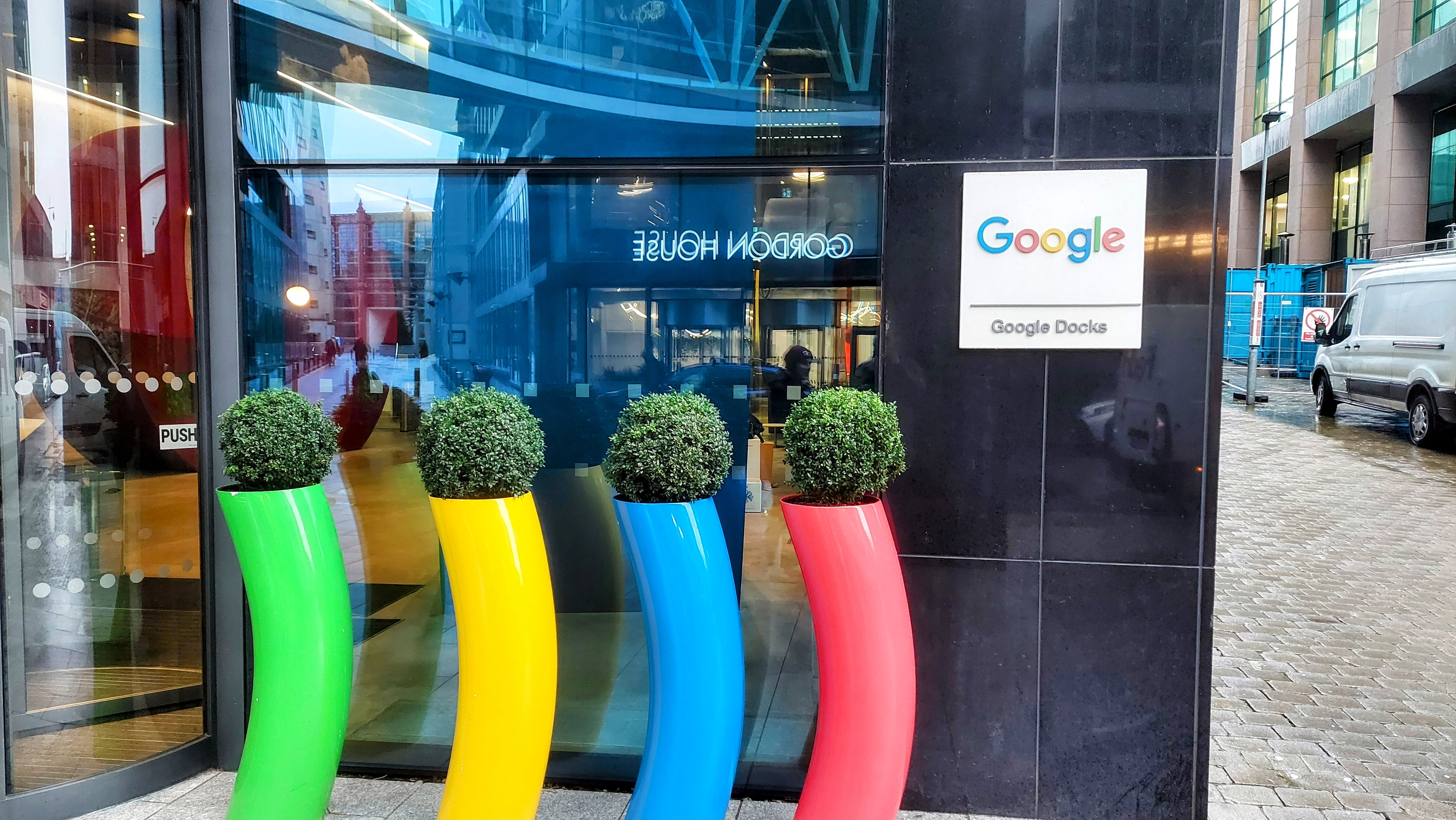
Europasitz von Google in Dublin

Das Unternehmen hat seine Zentrale, das Googleplex, in Mountain View im Silicon Valley, wo das Unternehmen auch gegründet wurde. Daneben unterhält Google viele Zweigniederlassungen in der ganzen Welt. Die Zentrale für das Geschäft in EMEA befindet sich in Dublin am Grand Canal Dock. Andere Standorte sind in Europa neben Dänemark, Polen, Tschechien, der Schweiz (Entwicklungszentrum in Zürich seit 2004; damals noch mit einem Zweipersonenbüro, 2021 mit über 4000 Angestellten das größte Entwicklungszentrum in Europa), Frankreich und den Niederlanden auch in Deutschland in Hamburg (Zentrale von Google Germany in der ABC-Straße) und München eingerichtet worden. Die Google Switzerland GmbH gehört zu den 500 grössten Unternehmen in der Schweiz.
Im Februar 2011 wurde bekannt gegeben, dass in Berlin ein neues Forschungsinstitut aufgebaut werden soll. Anlässlich der Gründungsveranstaltung erläuterte Googles Rechtsvorstand David Drummond in einem Gastbeitrag für Zeit Online, welche Absichten der Konzern bei diesem Engagement verfolgt:
„[Wir möchten] die Interaktion zwischen Internet, Wissenschaft und Gesellschaft besser verstehen. Wir benötigen dazu die Hilfe von wissenschaftlichen Experten […] Wenn wir sicherstellen möchten, dass Forschung auch in Zukunft auf einer nachhaltigen Grundlage basiert und ihren Platz auf der Agenda der Entscheidungsträger behält, dann muss die Öffentlichkeit stärker einbezogen werden.“ (25. Okt. 2011)

## Rechenzentren

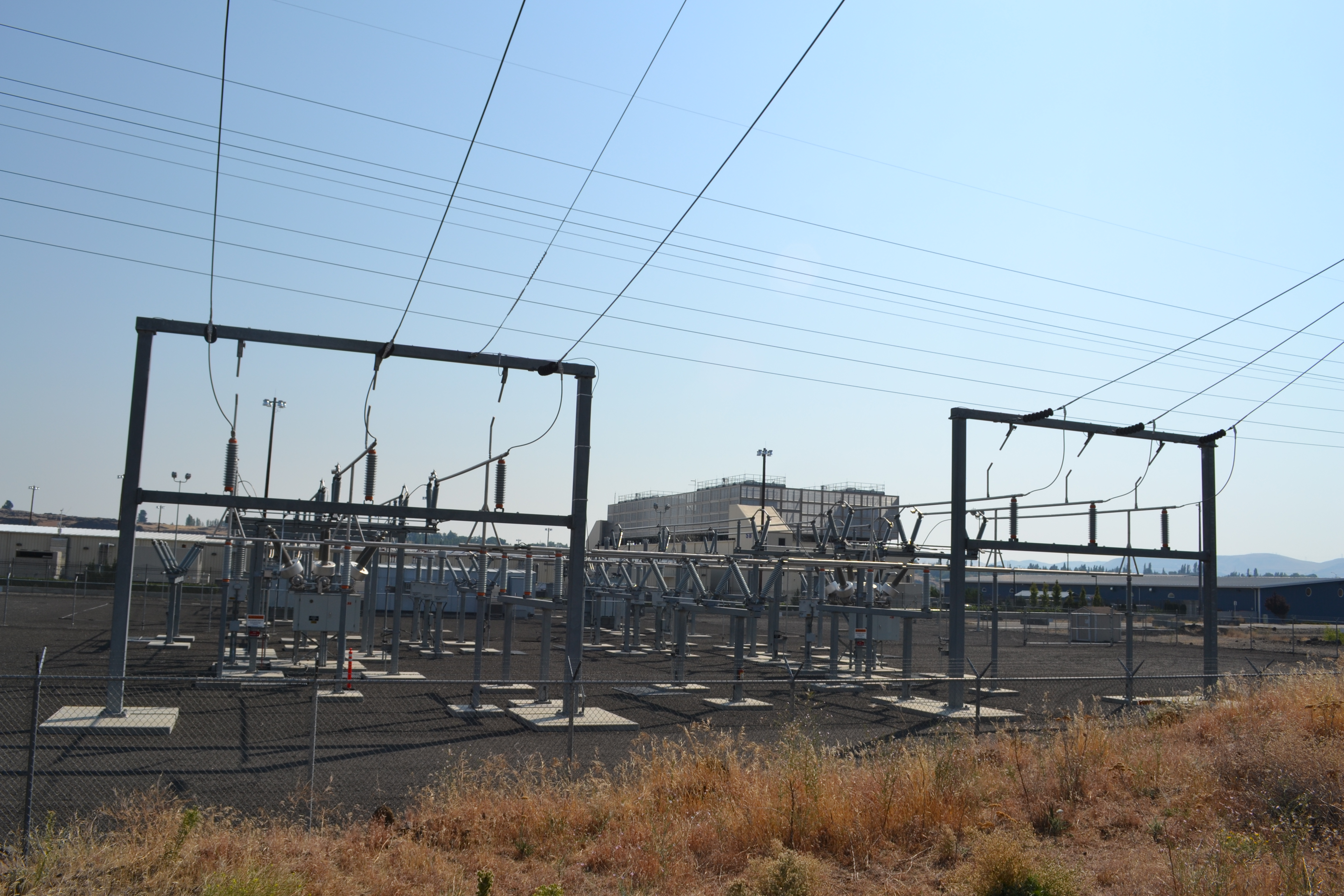
Google Data Center in The Dalles, Oregon. Im Vordergrund die Hochspannungsanlage zur Stromversorgung

Google betreibt weltweit eine Reihe von Rechenzentren, die jeweils die komplette Funktionalität der Suchmaschine enthalten. Eine Benutzeranfrage wird, gesteuert durch das Domain Name System, im Idealfall an das netztopologisch nächste Rechenzentrum – nicht immer mit dem geografisch nächstgelegenen identisch – geleitet und von ihm beantwortet. Fällt ein Rechenzentrum ganz aus, übernimmt ein anderes seine Aufgaben.
Die Standorte sind derzeit:

### Nordamerika
- Berkeley County,  South Carolina
- Council Bluffs,  Iowa
- The Dalles,  Oregon
- Douglas County,  Georgia
- Henderson,  Nevada
- Jackson County,  Alabama
- Lenoir,  North Carolina
- Loudoun County,  Virginia
- Mayes County,  Oklahoma
- Midlothian,  Texas

### Südamerika
- Quilicura,  Chile

### Europa
- Dublin,  Irland
- Eemshaven,  Niederlande
- Fredericia,  Dänemark
- Hamina,  Finnland
- Saint-Ghislain,  Belgien

### Asien
- Landkreis Changhua,  Taiwan
- Singapur

Die Errichtung von Rechenzentren in Asien wurde von Beobachtern als Zeichen gewertet, dass Google dort ein großes Wachstum erwartet.
Google hebt hervor, dass das Unternehmen seit 2007, vor allem durch Erwerb von Emissionsausgleichskontingenten, CO2-neutral arbeitet.

### Hardware

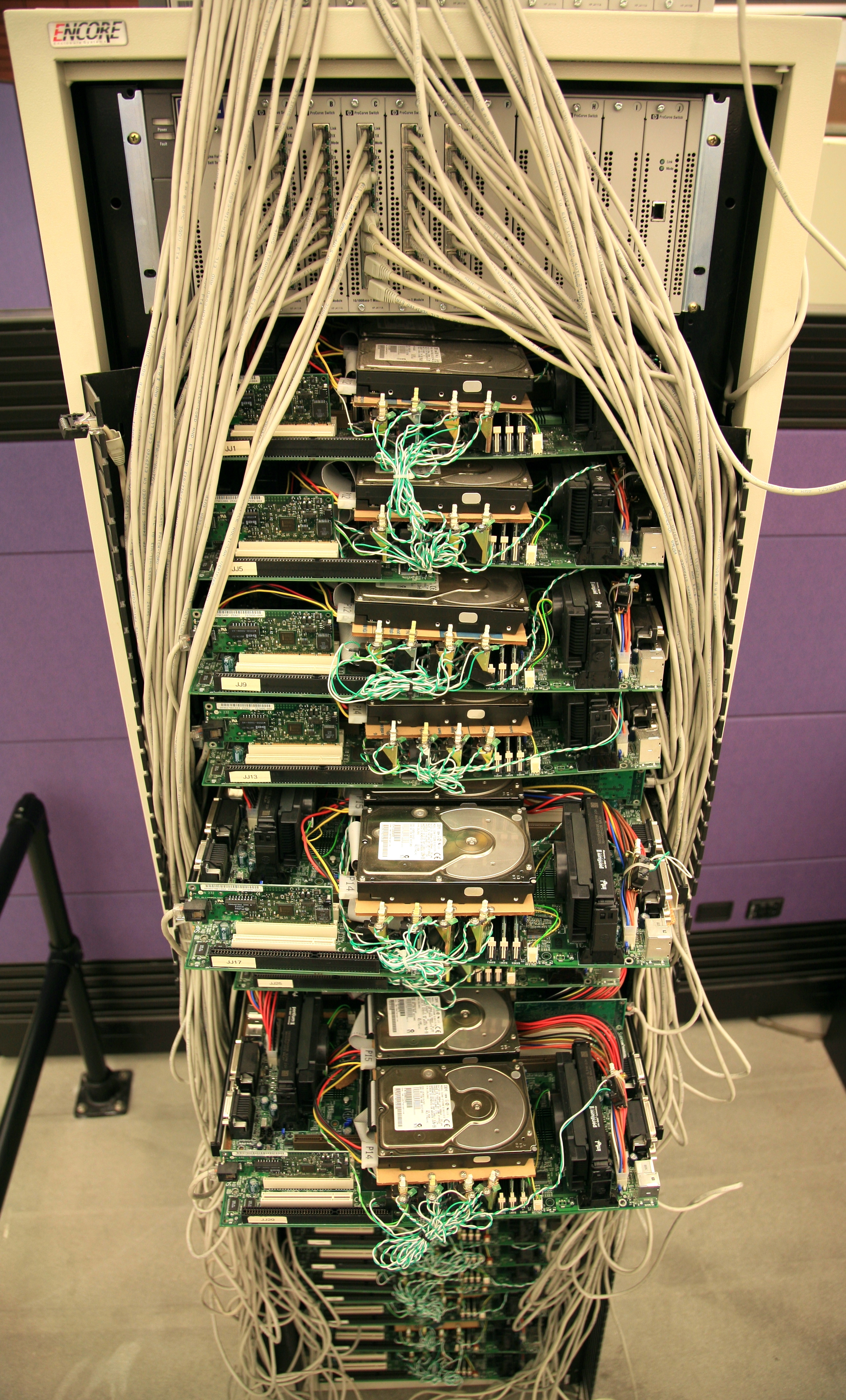
Erstes Google-Serverrack, ausgestellt im Computer History Museum

Jedes Rechenzentrum besteht aus einem Rechnerverbund (Cluster). Die verwendeten Rechner sind IBM-kompatible Personal Computer, bestehen also aus preiswerten Standardkomponenten. Hier kommt das selbstentwickelte Google File System zum Einsatz, eine verteilte Architektur, bei der alle Daten mehrfach redundant auf verschiedenen Geräten gespeichert sind. Ist einer der Rechner oder nur eine Festplatte eines Rechners ausgefallen, werden die entsprechenden Daten von einer anderen Stelle im Cluster auf einen Ersatzrechner kopiert, und die ausgefallene Hardware-Komponente kann im laufenden Betrieb ausgetauscht werden, ohne dass Ausfälle entstehen. Das Gesamtsystem ist skalierbar, d. h., dass nach Bedarf weitere Rechner und Festplatten hinzugefügt werden können.
Man schätzt, dass Google über etwa eine Million Server verfügt (2011).

## Veranstaltungen
Google veranstaltet jährlich den Google Summer of Code und hilft dabei innovativen Softwareprojekten u. a. finanziell. Außerdem sponsert Google die AI Challenge, einen Programmierwettbewerb im Bereich künstlicher Intelligenz. Zudem werden jedes Jahr mehrere Entwicklerkonferenzen abgehalten. Dazu gehören die Google I/O und der Summer of Code.

## Kritik
Google steht im Umgang mit dem Datenschutz öfter in der Kritik. Zu weiteren Kritikpunkten am Unternehmen gehören stattfindende Filterung aus der Ergebnisliste der Suchmaschine, der Umgang mit der Konkurrenz, Urheberrechtsverletzungen, Steuerflucht und eine (Quasi-)Monopolstellung in den USA und vielen weiteren Staaten. Weiterhin beteiligt sich Google seit 2017 am Militärprojekt Maven des US-Verteidigungsministeriums zur automatisierten Zielerfassung mittels künstlicher Intelligenz.

## Literarische und filmische Verarbeitung
- Im Thriller Toggle wurde das Unternehmen von Florian Felix Weyh 2012 als „Toggle Inc.“ fiktionalisiert. Der Konzern betreibt im Roman über das Suchmaschinengeschäft hinaus einen Dienst namens „Toggle Democracy“, der aufgrund gespeicherter Daten seiner Nutzer deren individuellen Menschenwert errechnet und damit politische und wirtschaftliche Privilegien bzw. Nachteile verknüpft.[145][146][147] Das demokratische Prinzip „one man, one vote“ wird im Roman außer Kraft gesetzt. Ähnliche dystopische Erwartungen äußerte Weyh u. a. bereits 2007 in seinem Sachbuch Die letzte Wahl.
- In der US-amerikanischen Filmkomödie Prakti.com (Originaltitel The Internship) fangen zwei Arbeitslose in den Mitt-Vierzigern ein Praktikum bei Google an. Das Unternehmen ist nicht an der Produktion des Films beteiligt, trotzdem durfte ein Teil des Filmes im Googleplex, dem Unternehmenssitz von Google, gedreht werden. Der überwiegende Teil entstand jedoch auf dem Campus des Georgia Institute of Technology in Atlanta, Georgia.